# Burmanniaceae
Burmanniaceae is een botanische naam, voor een familie van eenzaadlobbige planten. Een familie onder deze naam wordt algemeen erkend door systemen van plantentaxonomie, en ook door het APG-systeem (1998) en het APG II-systeem (2003).
Een belangrijke vraag bij de omschrijving van de familie is of er daarnaast al dan niet een aparte familie Thismiaceae erkend moet worden. In APG I worden twee aparte families erkend. In APG II worden ze samengevoegd. De APWebsite [6 maart 2008] erkent weer wel twee aparte families.
De familie telt een honderdtal soorten kruidachtige planten in ruwweg een dozijn genera. Het kunnen opmerkelijke planten zijn, met weinig of geen bladgroen, en eigenlijk ook niet veel blad. Ze zijn vaker rood dan groen en worden meestal niet groot.
Voor Nederlands onderzoek aan deze familie zie op de site van de Stichting Trésor, onder "Donateurs", "Trésor Nieuws", "Nr 17, dec. '05" de bijdrage "Onderzoeksreis naar Frans Guyana" in trésor 17.